# کلی سی دگنان
کلی سی دگنان (انگلیسی: Kelly C. Degnan؛ زادهٔ) سیاست‌مدار و یکی از سفیران اهل ایالات متحده آمریکا است.